# ハーディ・ガーディ弾き
『ハーディ・ガーディ弾き』（ハーディ・ガーディひき、仏: Le Vielleur, 英: The Hurdy-Gurdy Player）、または『ヴィエル弾き』（ヴィエルひき）は、フランス17世紀の画家ジョルジュ・ド・ラ・トゥールが1620-25年頃に制作したキャンバス上の油彩画である。フランスのナント美術館に所蔵されている。

## 概要
ラ・トゥールは、夜の情景と昼の情景を描いたが、本作は昼の情景を描いた作品の１つである。伝統的に辻音楽師のものであるハーディ・ガーディの音楽に合わせて歌っている街頭の貧しい物乞いが描かれている。ハーディ・ガーディ弾きを主題とした作品は、17世紀のロレーヌ地方でよく見られた。
当初、本作はスルバランやベルナルド・ストロッツィなどスペインかイタリアの巨匠の作品であると考えられていた。特に17世紀スペインの画家に作品を帰属する見方が一般的であった。例えば、1836年に小説家のプロスペル・メリメは、「(美術館の) カタログによると、このひどく汚くぞっとするほど真にせまった『ヴィエルを弾く盲人』はムリーリョの作品である。しかし私が思うに、むしろベラスケスの作品とするほうがふさわしいののではないか」と述べている。翌年、ナント美術館を訪れた小説家スタンダールも、「はじめのころは通俗的なテーマにもとりくんでいた」ベラスケスの作品であると考えた。
また、ナント美術館にあったが、いまだラ・トゥール作とは見なされていなかった『聖ヨセフの夢』と『聖ペテロの否認』について意見を述べていたクレマン・ド・リは、本作を「たしかに本物の」ムリーリョの作品であると見なした。そして、「この作品は手堅い技量にもとづくものではなく、大胆にすばやく描きあげられたものである。ほとんど単色の灰色がかった色調が、見る者に心地よさをあたえないこの絵画は、それほど注目されることはないだろう」と述べた。
しかし、1926年に『ダイヤのエースを持ついかさま師』 (現在、ルーヴル美術館蔵) を購入した、当時のフランスの世界的テニス選手であったピエール・ランドリーは、1923年に本作をラ・トゥールの作品だと見なした。そして、1931年に本作は『ダイヤのエースを持ついかさま師』とともに、ドイツの美術史家ヘルマン・フォスによって新たにラ・トゥールに帰属された。フォスは、1915年にナント美術館の『聖ヨセフの夢』、『聖ペテロの否認』の２作品、そしてレンヌ美術館の『新生児』を初めてラ・トゥールの作品として公表し、ラ・トゥールを再発見した美術史家であった。
本作について、美術史家シャルル・ステルランは、「この絵をラ・トゥールの作品とすることに、もはやためらいはない。したがって彼の昼の光の絵画の傑作となり、同時に17世紀のフランス絵画の傑作となる」と述べている。また、別の美術史家アンドレ・シャステルは、「蜂蜜色とくすんだバラ色は、奇跡的に保護された絵画物質の驚異であり、(略) 世界中の純粋な画家たちを嫉妬させるにふさわしい」と述べている。

## ギャラリー
ラ・トゥールの描いた辻音楽師の絵画

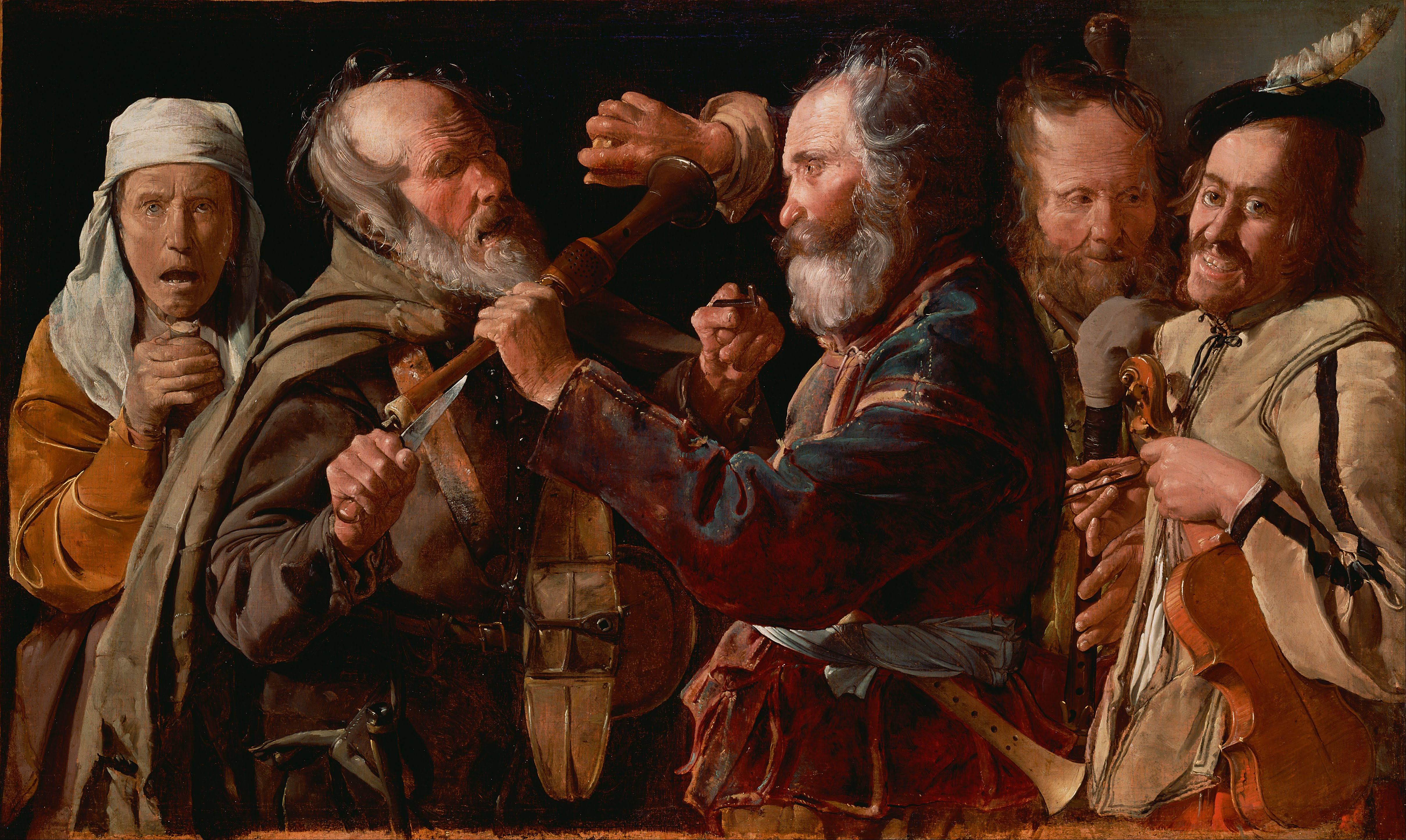
『辻音楽師の喧嘩』、 94 × 104 cm、1625-1630年頃、ロサンゼルス、J・ポール・ゲティ美術館
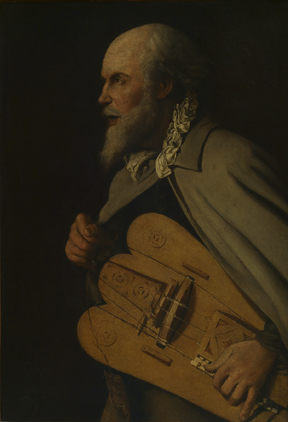
『ハーディ・ガーディ弾き』(断片)、 85 × 58 cm、1620-1625年頃、ブリュッセル、 ベルギー王立美術館
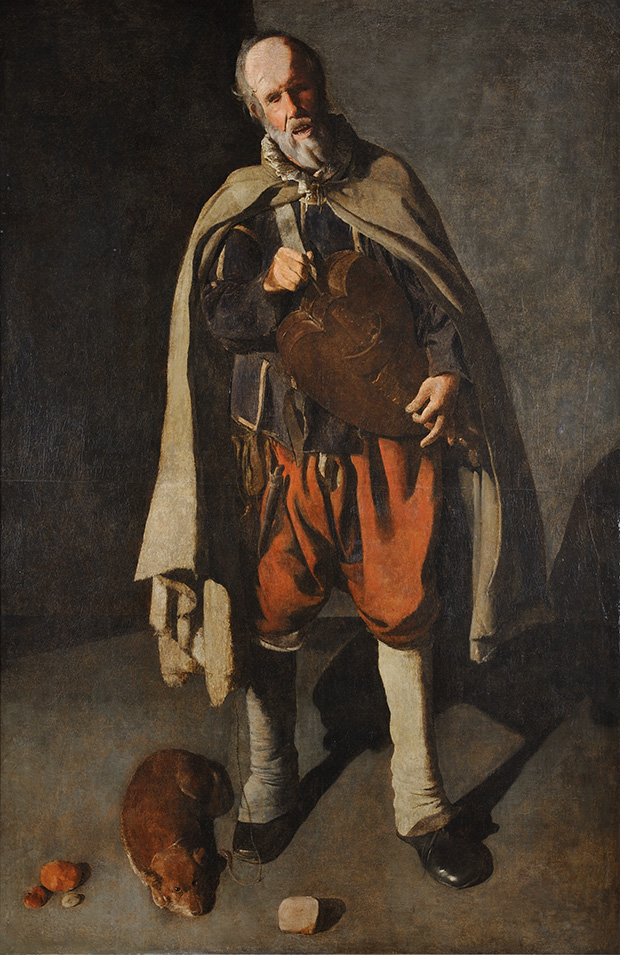
『犬を連れたハーディ・ガーディ弾き』、186 × 120 cm、1622-1625年頃、ベルグ・モン・デ・ピティエ美術館（英語版）
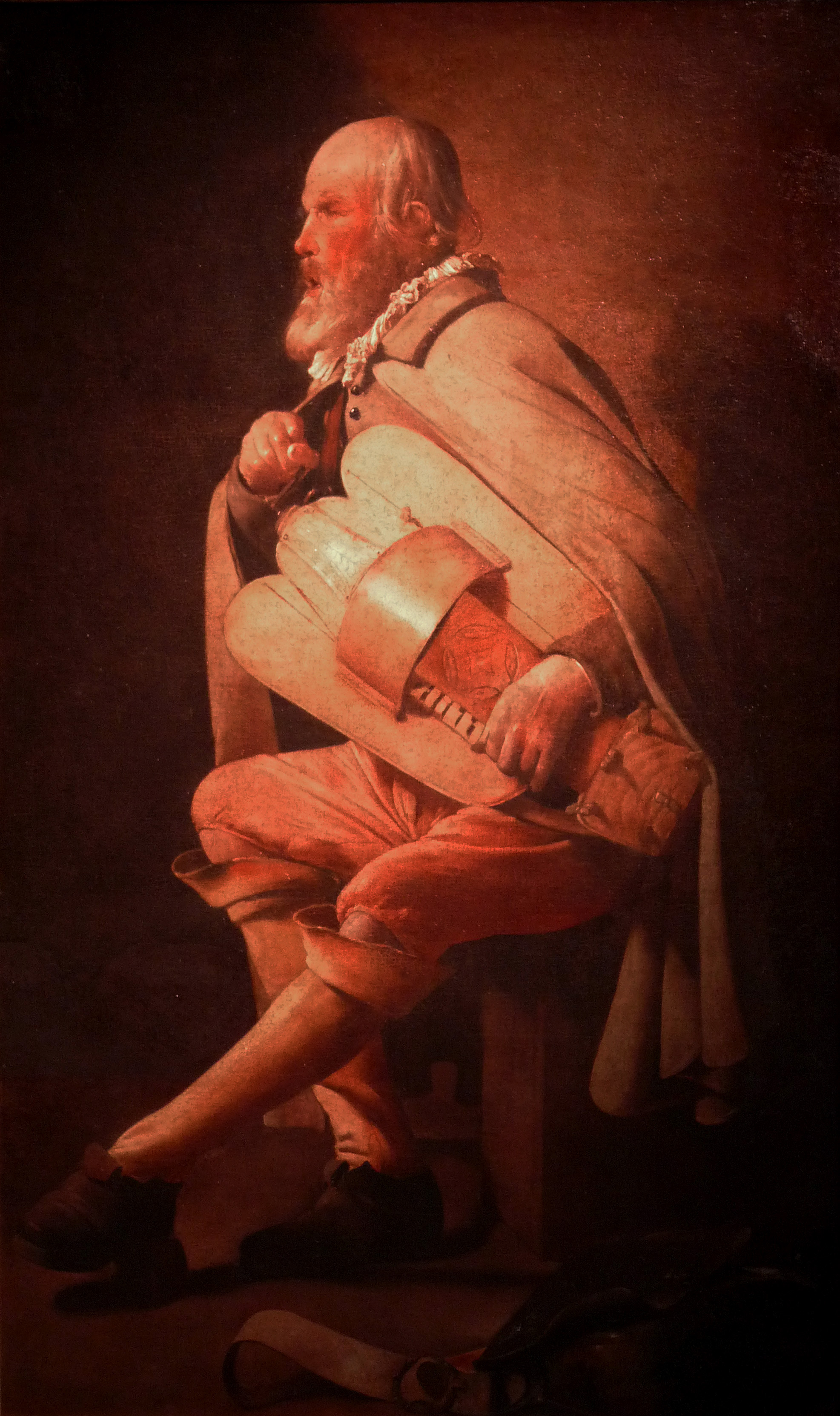
『ウェドマンのハーディ・ガーディ弾き』、157 × 94 cm、ルミルモン、シャルル・フリリー市立美術館 (Musée municipal Charles-Friry)
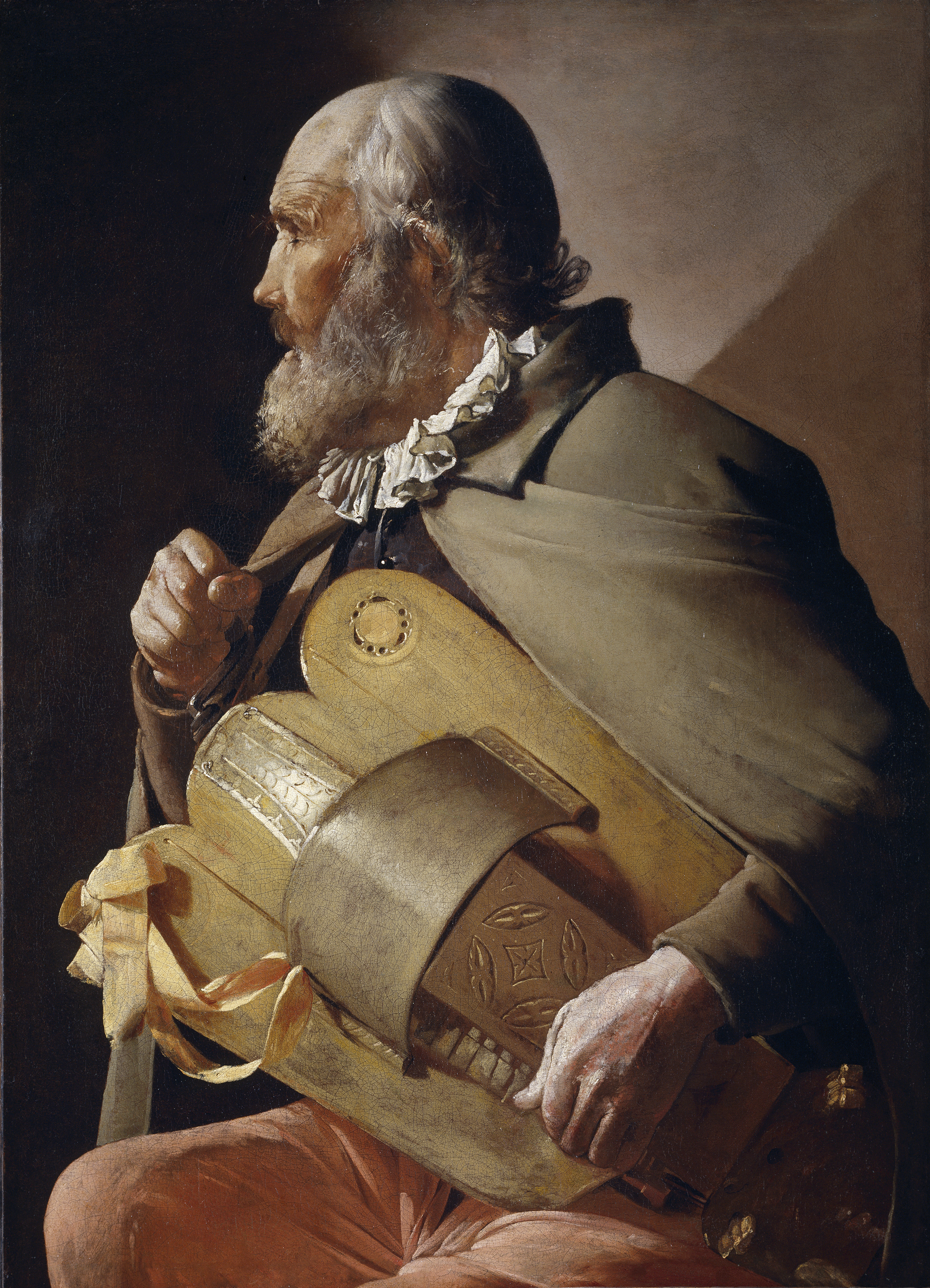
『盲目のハーディ・ガーディ弾き』 (断片)、84 × 61 cm、1620-1630年頃、マドリード、 プラド美術館